# Gare de Rosheim
La gare de Rosheim est une gare ferroviaire française de la ligne de Sélestat à Saverne située sur le territoire de la commune de Rosheim, dans la collectivité européenne d'Alsace, en région Grand Est.
Elle est mise en service en 1864 par la Compagnie des chemins de fer de l'Est. 
C'est aujourd'hui une gare voyageurs de la Société nationale des chemins de fer français (SNCF), du réseau TER Grand Est, desservie par des trains express régionaux.

## Situation ferroviaire
Établie à 187 mètres d'altitude, la gare de Rosheim est située au point kilométrique (PK) 29,755 de la ligne de Sélestat à Saverne entre les gares de Bischoffsheim et de Dorlisheim.
Ancienne gare de bifurcation, elle constituait l'origine de la ligne de Rosheim à Saint-Nabor, fermée en 2002.
L'entreprise Baruch & Fisch y dispose d'un embranchement particulier qui n'est désormais plus relié aux voies principales.

## Histoire
La station de Rosheim est mise en service le 28 septembre 1864 par la Compagnie des chemins de fer de l'Est lorsqu'elle ouvre à l'exploitation le chemin de fer vicinal n°1 bis de Strasbourg à Barr. La gare se situe alors à proximité de la porte basse de la ville.
Le prolongement de la ligne entre Barr et Sélestat en 1877 s'accompagne d'une rectification du tracé entre Dorlisheim et Bischoffsheim avec la construction du viaduc sur le Rosenmeer, ce qui place la nouvelle gare à 2 km de la ville. L'actuel bâtiment voyageurs, avec sa « tour-donjon », est construit par la Direction générale impériale des chemins de fer d'Alsace-Lorraine (EL). 
Il existait également une gare de Rosheim-Ville située à environ 2 km de la gare de Rosheim, sur la ligne de Rosheim à Saint-Nabor, ouverte en 1902.
Le 19 juin 1919, la gare entre dans le réseau de l'Administration des chemins de fer d'Alsace et de Lorraine (AL), à la suite de la victoire française lors de la Première Guerre mondiale. Puis, le 1er janvier 1938, cette administration d'État forme avec les autres grandes compagnies la SNCF, qui devient concessionnaire des installations ferroviaires de Rosheim. Cependant, après l'annexion allemande de l'Alsace-Lorraine, c'est la Deutsche Reichsbahn qui gère la gare pendant la Seconde Guerre mondiale, du 1er juillet 1940 jusqu'à la Libération (en 1944 – 1945).
Jusqu'au 31 mars 2008, le ferrailleur de Rosheim expédiait une dizaine de wagons par semaine. Celui-ci ne procède plus à des expéditions par le rail depuis la réduction des activités de wagon isolé de Fret SNCF.
Les installations de sécurité de la gare ont été modernisées dans le cadre de la première phase du tram-train Strasbourg - Bruche - Piémont des Vosges (projet abandonné en 2013) avec pour objectif principal une plus grande souplesse dans la gestion des points de croisement. 
Parallèlement à cette évolution de signalisation, la télécommande des installations de voie (aiguillages,…) a été mise en place depuis le PIPC de la gare de Molsheim, ce qui a notamment entrainé la fin de la présence d'un agent de circulation à Rosheim.
En 2022, la SNCF estime la fréquentation de la gare à 206 857 voyageurs.
Début 2015, l'ancien bâtiment voyageurs de la gare est mis en vente par la SNCF. La commune de Rosheim envisage de l'acquérir et de le rénover.

## Fréquentation
De 2015 à 2024, selon les estimations de la SNCF, la fréquentation annuelle de la gare s'élève aux nombres indiqués dans le tableau ci-dessous.
| Année                      | 2015    | 2016    | 2017    | 2018    | 2019    | 2020    | 2021    | 2022    | 2023    | 2024    |
| -------------------------- | ------- | ------- | ------- | ------- | ------- | ------- | ------- | ------- | ------- | ------- |
| Voyageurs                  | 191 057 | 199 098 | 206 855 | 206 667 | 223 447 | 147 359 | 176 157 | 206 857 | 217 360 | 228 925 |
| Voyageurs et non voyageurs | 238 821 | 248 873 | 258 569 | 258 334 | 279 309 | 184 199 | 220 196 | 258 572 | 271 701 | 286 156 |

## Service des voyageurs

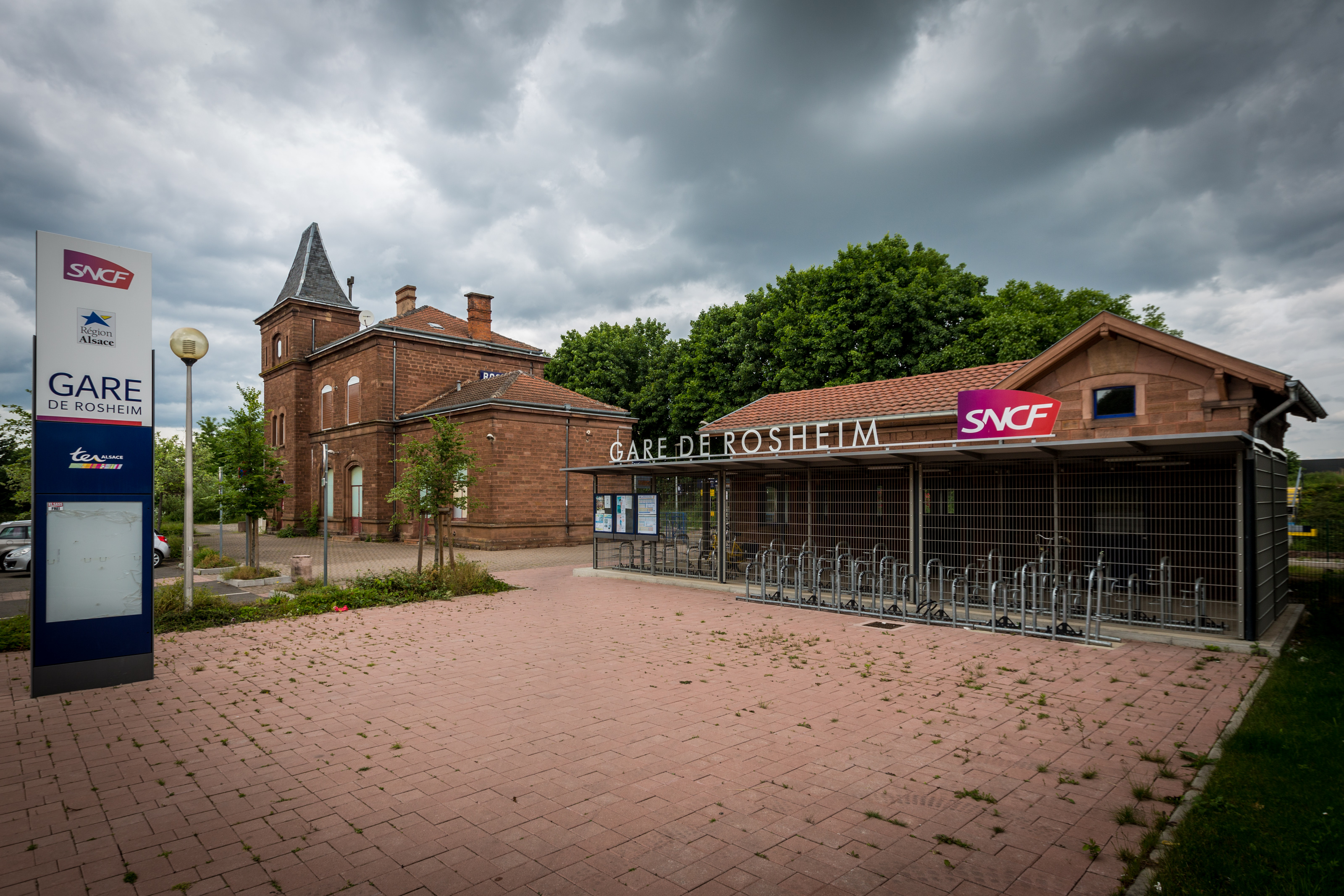
Entrée de la gare et garage à vélos.

### Accueil
Halte SNCF, c'est un point d'arrêt non géré (PANG) à accès libre. La gare ne dispose pas de guichet ouvert à la clientèle mais est équipée d'automates pour l'achat de titres de transport. Son bâtiment voyageurs est fermé au public. Elle dispose d'une traversée de voie à niveau par le public (TVP).

### Desserte
Rosheim est une halte voyageurs SNCF du réseau TER Grand Est desservie par des trains express régionaux de la relation Strasbourg - Molsheim - Obernai - Barr - Sélestat.

### Intermodalité
Un abri pour les vélos (accessible avec la carte « Alséo ») et un parking pour les véhicules y sont aménagés.

## Patrimoine ferroviaire
Le bâtiment voyageurs d'origine se situait place de l'ancienne gare. Appartenant au plan type standard de la Compagnie de l'Est pour les petites gares, avec un bâtiment de trois travées en maçonnerie enduite de crépi, il a connu d'autres usages jusqu'à sa démolition en 2002 pour construire la maison de l'Enfance.
En 1877, la Direction des chemins de fer d'Alsace-Lorraine érige sur le nouveau tracé un bâtiment voyageurs à la façade en pierre de taille. Correspondant à un plan type standard de l'EL, il se compose de trois parties : une halle à marchandises désormais démolie, un corps central à étage de trois travées avec un toit à deux croupes et, côté cour, une tour d'horloge faisant saillie et une aile basse de deux travées dont le toit se termine par une croupe. Une annexe présente sur la droite est réalisée avec les mêmes blocs de grès que le bâtiment principal et possède une paire de pignons transversaux.

Vues de la gare en 2015
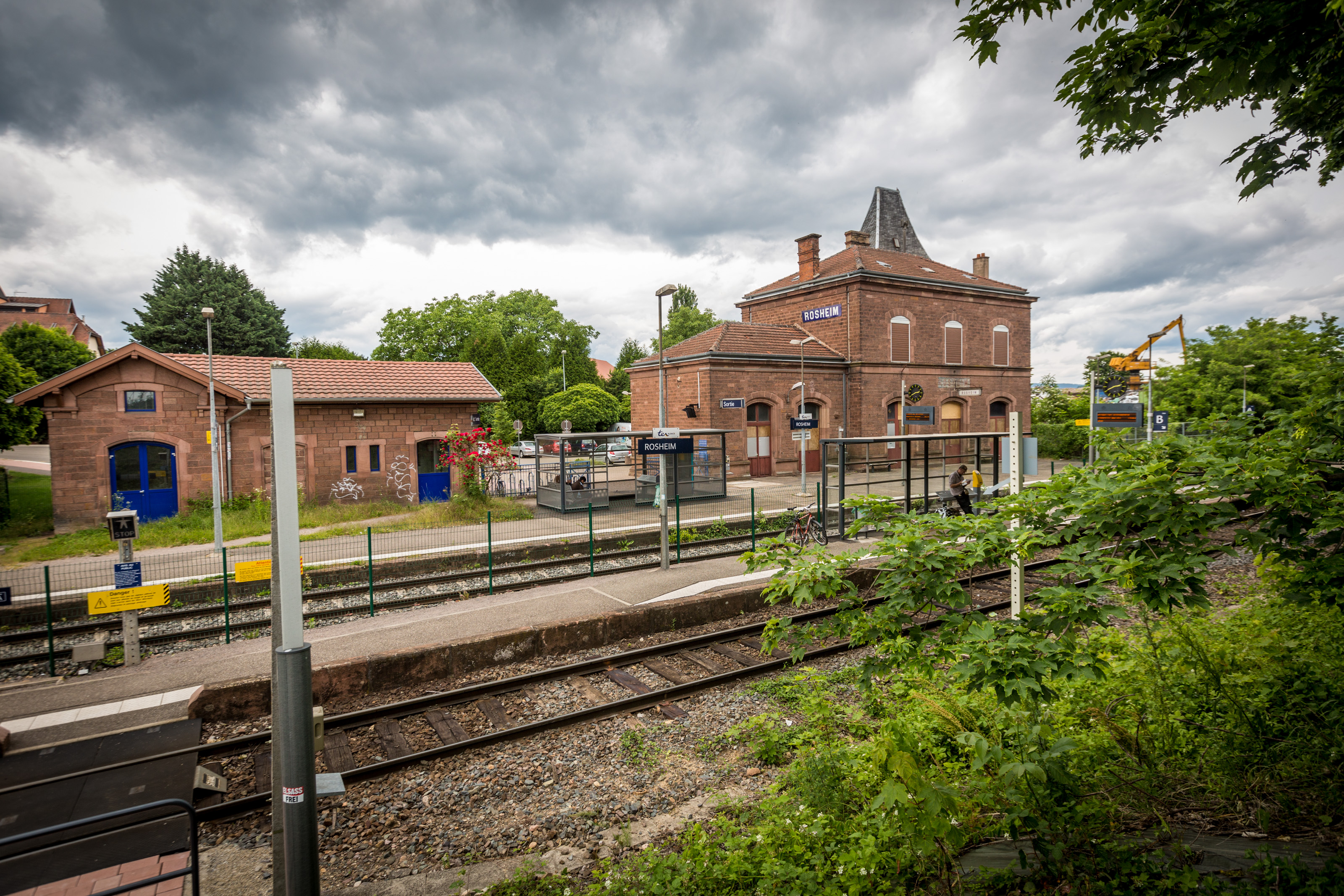
Quais, voies, annexe et ancien bâtiment voyageurs.
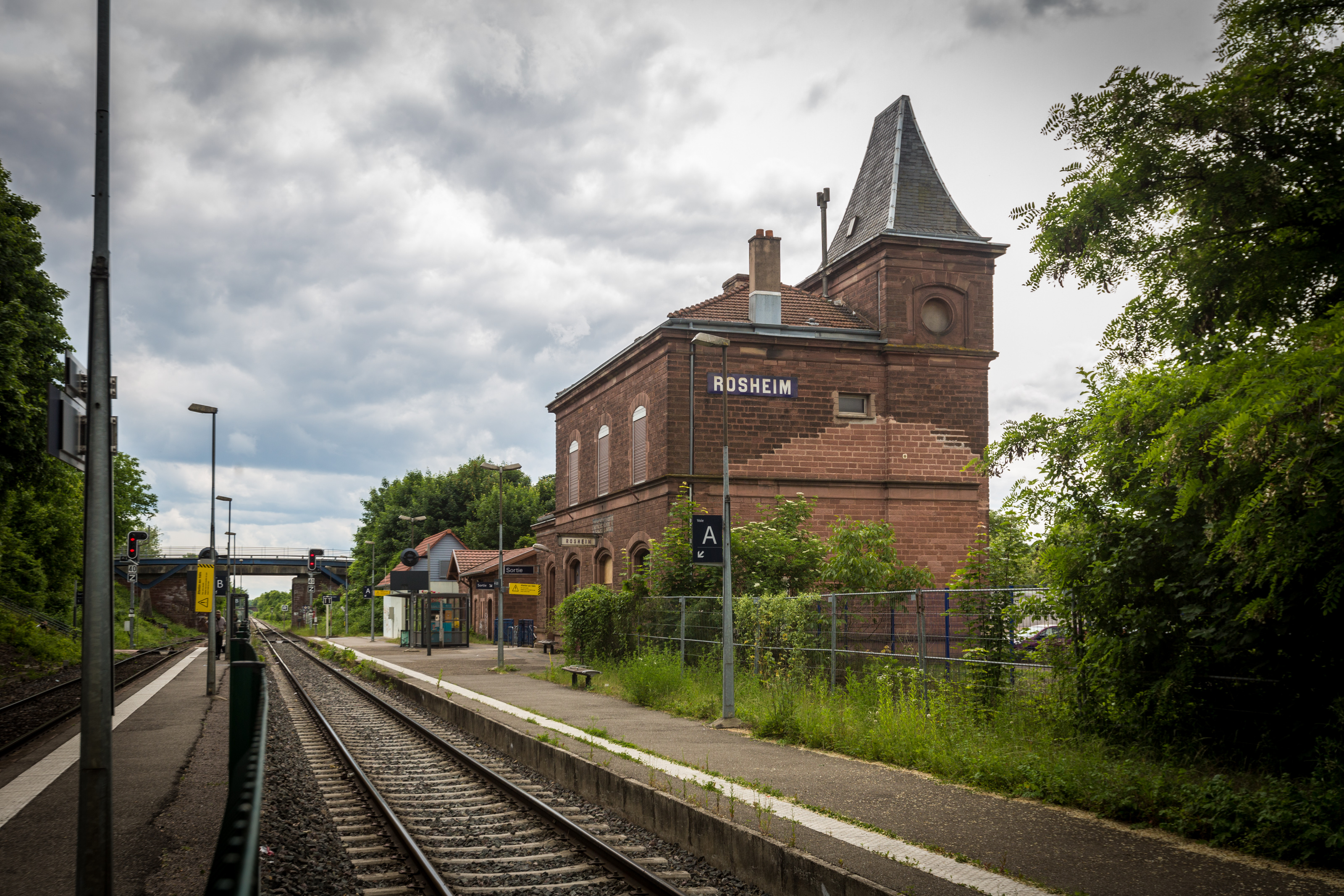
Façade plus clair là où s'appuyait la halle à marchandises.
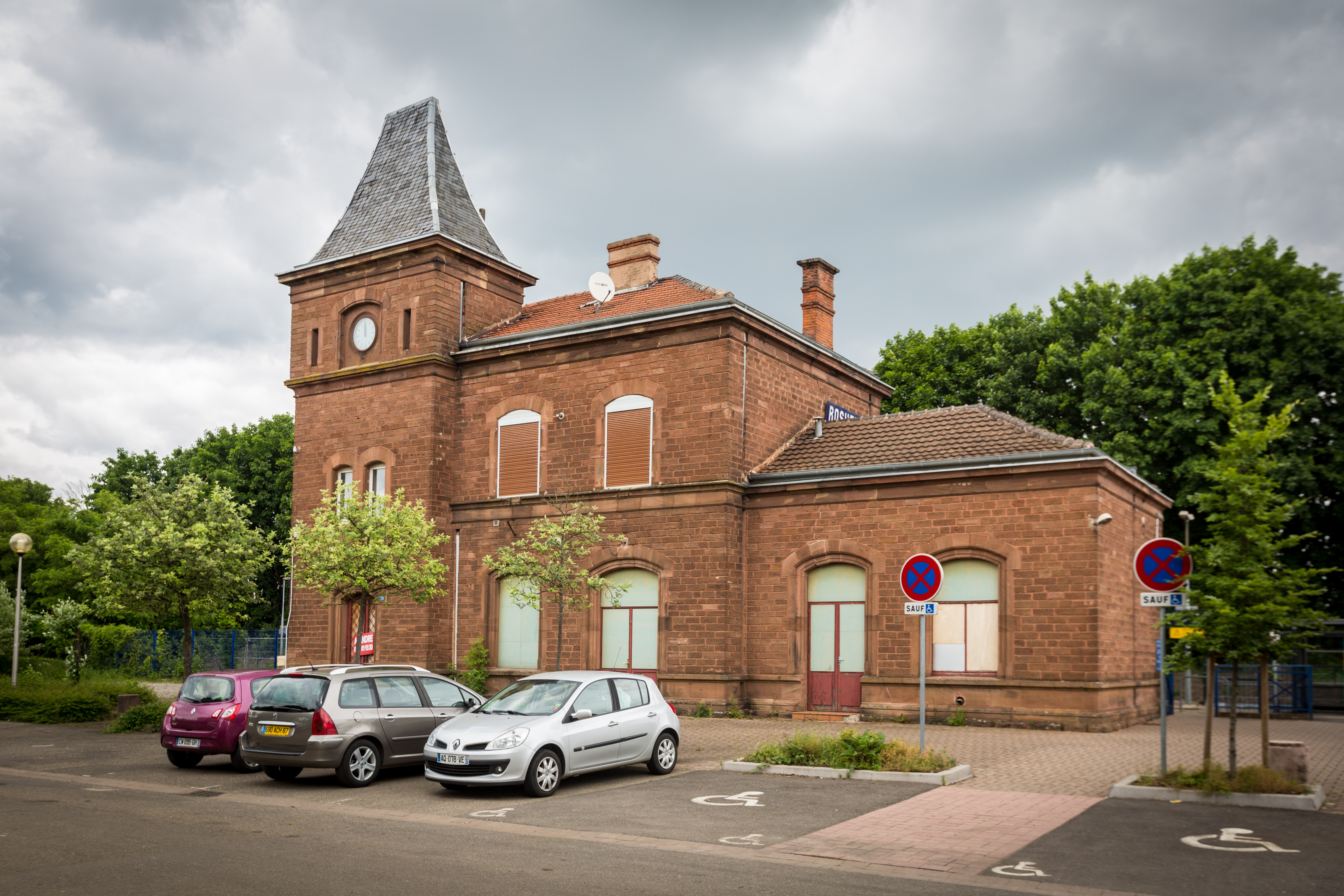
Vue depuis la rue.
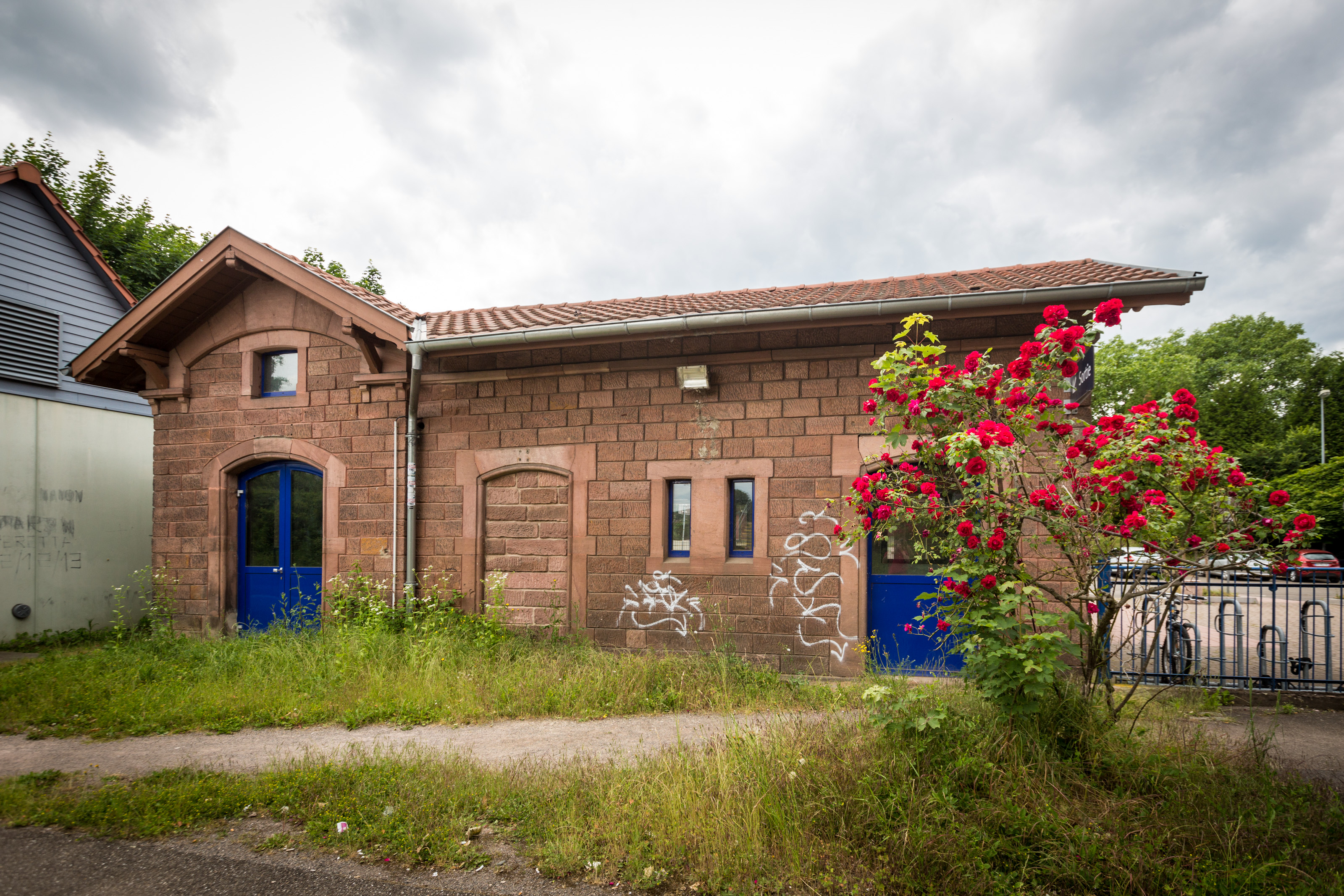
Annexe vue depuis le quai.